# Kostel Rozeslání svatých Apoštolů (Smilovy Hory)
Kostel Rozeslání svatých Apoštolů v obci Smilovy Hory je farní kostel římskokatolické farnosti Smilovy Hory a kulturní památka České republiky.
Původně gotický kostel byl v roce 1677 přestavěn v barokním slohu. V letech 1809 až 1812 byl přestaven v empírovém slohu; byl vybudován nový presbytář (kněžiště) a byla postavena nová věž, ta pak byla v roce 1903 zvýšena, má cibulovou báň.
Hlavní oltář má kamennou oltářní menzu a rokokový tabernákl z umělého mramoru, který byl původně na hlavním oltáři baziliky Nanebevzetí Panny Marie ve Strahovském klášteře a do Smilovych Hor byl přenesen v roce 1812. Krucifix z 2. poloviny 18. století, který je na hlavním oltáři, pravděpodobně pochází též ze strahovského kláštera.